# 霞関会
一般社団法人霞関会（いっぱんしゃだんほうじんかすみがせきかい、英語: Kasumigaseki Foreign Service Association、英略称: KaFSA）は、日本国外務省に所属したことがある者から構成される非営利団体で、日本外交の発展や会員同士の交流や親睦を図ることを主たる目的とする。モットーは「外交を身近に」。

## 歴史
1927年、大日本帝国外務省に勤務する者の親睦団体としてかすみ会が設立された。
1938年6月1日、かすみ会で「社団法人霞関会定款案」が発表され、将来的にかすみ会を発展的解消する計画の賛同を得られた。1939年5月25日、「霞関会創立総会」において霞関会の設立が合意され、霞関会が法人化された時点でかすみ会が自然消滅することが議決された。
1940年4月1日、有田八郎外務大臣の設立許可を得て社団法人霞関会が成立した。
2013年3月19日、安倍晋三内閣総理大臣より一般社団法人として認可され、同年4月1日より一般社団法人霞関会として活動を開始。
2021年、英語版ウェブサイトを新設。

## 所在地
東京都千代田区霞が関2-2-1 外務省西別館

## 理事長
- 橋本宏（2009年 - 2011年）
- 朝海和夫（2011年 - 2013年）
- 大島正太郎（2013年 - 2015年）
- 重家俊範（2015年 - 2017年）
- 島内憲（2017年 - 2019年）
- 塩尻孝二郎（2019年 - 2021年）
- 篠田研次（2021年 - ）